# بزمجه کلاس رابرتس
بزمجه کلاس رابرتس (به انگلیسی: Roberts-class monitor) یک کلاس از کشتی است که طول آن ۳۷۳ فوت (۱۱۴ متر) می‌باشد.